# Марк Хелприн
Марк Хелприн (на английски: Mark Helprin) е американски журналист, консервативен коментатор и писател на произведения в жанра исторически роман, фентъзи, любовен роман и детска литература.

## Биография и творчество
Роден е на 28 юни 1947 г. в Манхатън, Ню Йорк, САЩ, в еврейското семейство на продуцента на „Лондон Филмс“ Морис Хелприн и актрисата Елинор Лин. През 1953 г. семейството напуска Ню Йорк и се заселва в Осининг в долината на река Хъдсън.
Завършва през 1965 г. средно образование в частна гимназия в Брайрклиф Менор. Получава през 1969 г. бакалавърска степен от Харвардския университет, и през 1972 г. магистърска степен през 1972 г. от Харвардското висше училище по изкуства и науки.
Получава израелско гражданство и в периода 1972-1973 г. служи в израелската пехота и израелските военновъздушни сили за полева сигурност. После работи в Британския търговски флот и живее на Британските Антилски острови.
В периода 1976-1977 г. преминава следдипломно обучение в Принстънския университет и в Магдален Колидж на Оксфордския университет. След дипломирането си работи като журналист. Негови статии се публикуват в „Ню Йоркър“ в продължение на повече от две десетилетия. Писал е и за други издания като „Уолстрийт джърнъл“, „Ню Йорк Таймс“, „Атлантик Монтли“.
На 28 юни 1980 г. се жени за Лиза Кенеди, данъчен адвокат и банкер. Имат две деца – Александра Морис и Оливия Кенеди.
Първият му сборник с разкази „A Dove of the East“ е публикуван през 1975 г., а първият му роман „Refiner's Fire“ през 1977 г.
През 1983 г. е издаден фентъзи романът му „Зимна приказка в Ню Йорк“. Главният герой Питър Лейк е виртуозен крадец и механик, но при един от обирите му среща и се влюбва в умиращата от тубекулоза Бевърли Пен. Той се хвърля в битка с времето за спасяване на обречената си любов. През 2014 г. романът е екранизиран в едноименния филм с участието на Колин Фарел, Джесика Браун Финдли, Ръсел Кроу и Уил Смит.
Произведенията на писателя в различни жанрове и той не принадлежи към нито едно литературно движение. За творчеството си е удостоен с наградите „Национална еврейска книга“, награда „Гугенхайм“, награда „Хелмерин“, „Римската награда“ и награда „Салватори“. За разказа си „A City in Winter“ от 1996 г. получава Световната награда за фентъзи.
Той е старши научен сътрудник на Института за изследване на държавното управление и политическата философия „Клермон“, член е на Американската академия в Рим и е член на Съвета по външни отношения. Бил е инструктор в Харвардския университет и сътрудник на институт „Хъдсън“.
Марк Хелприн живее със семейството си във ферма с площ от 56 акра в Ърлсвил, Вирджиния.

## Произведения
Самостоятелни романи
- Refiner's Fire (1977)
- A Winter's Tale (1983) – издаден и като „A New York Winter's Tale“
Зимна приказка в Ню Йорк, изд.: „Интенс“, София (2014), прев. Катя Перчинкова
- A Soldier of the Great War (1990)
- Memoir from Antproof Case (1995)
- Freddy and Fredericka (2005)
- In Sunlight and in Shadow (2012)
- Paris in the Present Tense (2017)

### Серия „Лебедово езеро“ (Swan Lake)
1. Swan Lake (1988)
2. A City in Winter (1996)
3. The Veil of Snows (1997)

### Разкази
- A Jew of Persia (1975)
- Letters from the Samantha (1976)
- The Schreuderspitze (1977)
- A City in Winter (1996) – Световна награда за фентъзи

### Сборници
- A Dove of the East (1975)
- Ellis Island (1981) – награда за Национална еврейска книга
- The Pacific and Other Stories (2004)

### Документалистика
- Digital Barbarism (2009)

### Екранизации
- 2014 Зимна приказка в Ню Йорк, Winter's Tale – по романа